# The James Cotton Blues Band
| Recensione | Giudizio |
| ---------- | -------- |
| AllMusic   | [ 1 ]    |

The James Cotton Blues Band è il primo album discografico dell'armonicista blues statunitense James Cotton (l'album è a nome The James Cotton Blues Band), pubblicato dall'etichetta discografica Verve Folkways Records nel maggio del 1967.
L'album si classificò alla centonovantaquattresima posizione (23 dicembre 1967) nella Chart statunutense di Billboard 200.

## Tracce
Lato A
1. Good Time Charlie – 2:46 (Deadric Malone, Gilbert Caple)
2. Turn on Your Lovelight – 2:31 (Deadric Malone, Joseph Wade Scott)
3. Something on Your Mind – 3:52 (Cecil J. Big Jay McNeely)
4. Don't Start Me Talkin' – 2:40 (Sonny Boy Williamson)
5. Jelly, Jelly – 5:42 (James Cotton)
6. Off the Wall – 2:40 (Walter Jacobs)

Lato B
1. Feelin' Good – 3:14 (Herman Little Junior Parker)
2. Sweet Sixteen – 5:35 (B.B. King, Joe Josea Bihari)
3. Knock on Wood – 2:56 (Eddie Floyd, Steve Cropper)
4. Oh Why – 2:15 (Deadric Malone)
5. Blues in My Sleep – 5:20 (James Cotton)

## Musicisti
- James Cotton - voce (eccetto nei brani: Off the Wall e Blues in My Sleep)
- James Cotton - armonica (brani: Don't Start Me Talkin' / Off the Wall / Feelin' Good / Oh Why / Blues in My Sleep)
- Alberto Gianquinto - pianoforte
- Luther Tucker - chitarra solista
- Robert Anderson - basso, voce
- Samuel Lay - batteria

Musicisti aggiunti
- Paul Serrano - tromba (eccetto brani: Don't Start Me Talkin' / Off the Wall / Blues in My Sleep)
- Louis E. Satterfield - trombone (eccetto brani: Don't Start Me Talkin' / Off the Wall / Blues in My Sleep)
- John M. Watson - trombone (eccetto brani: Don't Start Me Talkin' / Off the Wall / Blues in My Sleep)
- James F. Gene Barge - sassofono tenore (eccetto brani: Don't Start Me Talkin' / Off the Wall / Blues in My Sleep)
- McKinley Easton - sassofono baritono (eccetto brani: Don't Start Me Talkin' / Off the Wall / Blues in My Sleep)
- Delbert L. Hill - sassofono baritono (eccetto brani: Don't Start Me Talkin' / Off the Wall / Blues in My Sleep)

Note aggiuntive
- Barry Goldberg, Michael Bloomfield e Norman Dayron - produttori (Groscourt Production)
- Jerry Schoenbaum - supervisore della produzione
- Registrato il 24 marzo 1967 a New York
- Val Valentin - direttore ingegneri della registrazione
- Dennis Avelenbacher - ingegnere delle registrazioni
- David Krieger - design copertina album
- Todd Cazaux/Edstan - fotografia copertina album[4][5]